# 觀落陰
觀落陰是一種超自然現象，最早源自巫術，觀落音是「觀靈術」一種，並非是正統道教信仰，意指活著的人魂魄跟隨作法者的指引，進行出體，到陰曹地府旅遊。觀落陰流行於華人社區，《地獄遊記》也就是記錄觀落陰行為的書。觀落陰的真確性尚未能證明，但很多台灣宗教團體在當地舉辦觀落陰旅行團，並聲稱其真確性。也有催眠師認為，觀落陰乃催眠現象的一種。
臺灣民間信仰中，可以帶著凡人觀落陰的神靈通常是地藏王菩薩、目蓮尊者、王孫三使者、三奶夫人、法主三真君等。在閩南、臺灣，有稱「關三姑」、或稱「觀三姑」的觀落陰。池田敏雄在《民俗臺灣》表示臺灣人把此與「關椅仔姑」弄混，經他詢問過臺北萬華老婦，「關三姑」與「關椅仔姑」的儀式與用途並不同，前者是問陰間事，後者是占卜。
在福建龍溪，人們透過催咒將生者的靈魂引入地獄與死者見面、先擺香案，案上點香點燭，被關者頭蒙布巾，端坐在香案前，法士及其助手分立在香案兩旁，先催本壇咒，請三姑臨水夫人神靈附身，附身後，法士即手提紙錢，在香燭上引火點燃，催開路符，開路咒中各段落(路、橋、亭、塔等)常重復幾遍至幾十遍，到被關者過關後，才進入下一段，讓生人靈魂和已故親人靈魂見面後，再轉入對答。
《台灣民俗》有記載關三姑儀式的咒語：「天清清，地靈靈，請恁三姑來問明。問明問哀哀，請恁三姑出壇前。壇前乜項有：亦有花，亦有粉，亦有親呀親果子，也有荖葉藤。荖葉甜甜，好食不分伊。一條繡繡繡觀音，二條繡繡繡繡鳳錦。鳳錦飛來米先苔，七尺紅綾盤米苔。日時燒香乎姑坐，暗時燒香請姑來。請恁大姑來坐正，二姑來問聖。三姑燒香續尾句，尾句分明分汝聽。草蜢金花十二件，腳量落雲十八幅。陰旦接陰府，陰府公，開宮主。大步來接應，寸寸來分明。大路關，平波波。小路關，透地牢。大路陰府城，找起父母找親情。善才龍女慢當行，罔兩將軍綴汝行。雙腳背手過橋邊，銅蛇鐵鼠閃一邊。緊行緊走，走到六角石，地下好茶葉。緊行緊走，走到六角磚，地下好茶湯。緊行緊走，走到六角橋，腳亦搖，手亦搖。」

## 觀落陰與民俗醫療
觀落陰在部分學者的研究中，是屬於一種心理上的民俗醫療行為。民俗醫療是指在系統主流醫學體系之外，俗民大眾世代相傳的不成文與散漫的醫療信仰，是一個民族對付疾病的文化體系與操作方法，是一種俗民集體生活經驗的總和，是建立在俗民文化下的一種對抗疾病的不成文系統。張珣（1989）將台灣的民俗醫療行為分為兩大類，一是超自然的，例如：乩童、扶乩、道士、尪姨、觀落陰、算命、看相、風水、卜卦、抽籤、藥籤、拜廟、收驚、符水、先生媽等。二是經驗的，例如：膏藥、偏方、秘方等等，其觀察的重點就在於醫療行為與巫術的結合性。鄭志明（1999）又再將之分為五大類，1.食療 2.保健外功 3.內功 4.巫術 5.相術占卜。其明確的區分民俗醫療操作方法的不同，前兩項是屬於經驗性的、物理性的保健，後三項屬於繼承了文化傳統世界觀的超自然類醫療行為，是融合了宗教、巫術、文化底蘊的一種醫療模式。俗民藉由觀落陰這種活動來進入冥想或催眠狀態，用以感應到從潛意識浮出的影像，使心靈得到安慰而達到心理治療效果。